# جنگ‌های پیش از سال ۵۰۰ ق.م.
این فهرست شامل جنگ‌هایی است که پیش از سال ۵۰۰ پیش از میلاد رخ داده است.
- ۲۵۰۰ پیش از میلاد - امپراتور زرد نیروهای امپراتور آتش را در بان چوآن درهم شکست. این نبرد نخستین جنگ تاریخ چین است.
- ۲۵۰۰ پیش از میلاد - امپراتور زرد، چی یو را در نبرد ژوئولو شکست داد. این دومین نبرد تاریخ چین می‌باشد.
- ۲۲۷۱ پیش از میلاد - شاه سارگون اَکَد در نبرد اوروک نیروهای سومری تحت فرماندهی لوگال زاگه سی را از میان برد.
- ۱۶۰۰ پیش از میلاد - نبرد مینگ تیائو میان نیروهای تانگ و شاه جیه شیا درگرفت که به پیروزی تانگ انجامید.
- ۱۵۰۰ پیش از میلاد - شاه سوداس، ده شاه دیگر را در ناحیه پنجاب در نبرد ده شاه در هم کوبید.
- ۱۴۵۷ پیش از میلاد - در نبرد مگیدو نیروهای فرعون تحوتموس سوم مصر بر شاه قادش پیروز شدند.
- ۱۲۷۴ پیش از میلاد - نیروهای فرعون رامسس دوم در نبرد قادش مورد حمله‌ای غافلگیرکننده از جانب هیتی‌ها به فرماندهی شاه موواتالیس قرار گرفتند.
- ۱۲۶۹ پیش از میلاد - در نبرد محاصرهٔ داپور نیروهای رامسس دوم این شهر را تسخیر کردند.
- ۱۱۸۴ پیش از میلاد - نیروهای یونانی پس از ده سال محاصرهٔ تروا، این شهر را گرفتند.
- ۱۱۰۰ پیش از میلاد - در نبرد گیلبوآ میان نیروهای اسرائیلی و فلسطینی، شائول و پسرش مردند.
- ۹۲۵ پیش از میلاد - نیروهای مصری، پایتخت اسرائیل، اورشلیم را فتح کردند. (در نبرد محاصرهٔ اورشلیم)
- ۸۵۳ پیش از میلاد - شاه شلمنسر سوم آشور در مقابل شاه دمشق و متحدانش قرار گرفت.